# Preben Wilhjelm
 Der er for få eller ingen kildehenvisninger i denne artikel, hvilket er et problem. Du kan hjælpe ved at angive troværdige kilder til de påstande, som fremføres i artiklen.

Preben Wilhjelm (født 30. januar 1935 i Valby) er en dansk fysiker og lic.jur. og venstrefløjspolitiker. Efter få måneders medlemskab af Danmarks Kommunistiske Parti i 1958 var han medstifter af Socialistisk Folkeparti og efter bruddet i 1967 velkendt som specialist i retspolitik og i en årrække som det mest fremtrædende medlem af Folketinget for Venstresocialisterne.
Wilhjelm var medlem af Folketinget i fire valgperioder (1975-1984), hvorefter han var tvunget til at trække sig på grund af VS's maksimumgrænser eller kvotesystem, der betød, at man ikke kunne genopstilles til Folketinget, hvis man havde været folketingsmedlem i 7 år.

## Karriere
I sympati med Aksel Larsens linje og idé om at omdanne DKP til et demokratisk socialistisk parti var Wilhjelm i tre måneder i 1958 medlem af Danmarks Kommunistiske Parti, hvorefter han blev medstifter af Socialistisk Folkeparti.
Studerede atomfysik på Niels Bohr Instituttet og blev i 1964 ansat samme sted i en forskerstilling. Samme år blev han indenrigsredaktør af tidsskriftet Politisk Revy med ansvar for blandt andet bolig- og landbrugspolitik.
I 1966 rejste Wilhjelm til USA, da han fik tildelt et forskningsstipendiat på Duke University i North Carolina.
Efter hjemkomsten var der uoverensstemmelse i SF; partiet splittedes, og venstrefløjen dannede i december 1967 partiet Venstresocialisterne (VS). Ved valget i januar 1968 fik VS 4 mandater.
Ved det efterfølgende valg i 1971 mistede partiet sine 4 mandater, og det lykkedes ikke at komme ind i Folketinget i år 1973; først ved valget i 1975 nåede VS over spærregrænsen. Ved valget i 1977 øgedes tallet med et mandat, og i 1979 fik partiet hele 6 mandater. Ved valget i 1984 genopstillede Preben Wilhjelm ikke, på grund af førnævnte kvotesystem.
En af Wilhjelms markante sager var kampen om Nordsøolien, som firmaet A.P. Møller havde fået koncessionen på. Firmaet tjente så mange penge, at VS stillede forslag til ekspropriering af Danmarks undergrund.
I forbindelse med debatten om et forbud mod børnepornografi i 1980 stemte Wilhjelm imod forslaget, fordi han mente, at forslaget var for upræcist.
I 1982 modtog Wilhjelm PH-prisen med den begrundelse, at han havde kæmpet mod dogmatik og forsvaret ytringsfriheden.
Preben Wilhjelm genoptog sit akademiske arbejde men nu som seniorstipendiat i retsvidenskab ved Københavns Universitet. Her tog han lic.jur.-graden i 1988.
I perioden 1991-1995 var Wilhjelm ansat i Danmarks Radio som chef for Dokumentargruppen. Herefter arbejdede Wilhjelm freelance i et år, før han fik ansættelse på Roskilde Universitet (RUC) som lektor i kommunikation. Her medvirkede Wilhjelm også ved oprettelsen af en ny journalistuddannelse, indtil han gik på pension i 2002.
I 1989 skrev Wilhjelm sammen med Jørn Vestergaard og Flemming Balvig, som i dag er blandt Danmarks førende jurister, en kronik i Dagbladet Information, hvori de kritiserede journalisten Lars Villemoes' for hans afsløringer om Blekingegadebanden. De beskyldte Villemoes' artikler for at være "fiktion" og "kreativ journalistik" og juridisk uholdbare, eftersom Villemoes ikke havde angivet kildeangivelser i artiklen. Jakob Elkjær, redaktør på fagbladet Journalisten, har siden udtalt, at kronikken snarere var et politisk partsindlæg end en faglig vurdering.

## Priser
Preben Wilhjelm har modtaget følgende priser:
- 1982 PH-prisen
- 1991 Columbus-Prisen
- 1998 Døssing-Prisen

## Forfatterskab
Preben Wilhjelms forfatterskab inkluderer følgende udgivelser:
- Dansk boligpolitik: forbrydelse eller dumhed? – Røde Hane, 1971, ISBN 8785095087
- Tvangsindgreb i strafferetsplejen 1976-85 - Jurist- og Økonomforbundets Forlag, 1988, ISBN 87-574-5320-9
- Vor retskulturelle arv og hvordan vi forvalter den – Vindrose, 1991, ISBN 8774564110
- Demokratiets vogtere – Centrum, 1999, ISBN 8758311394
- Fra min tid – Gyldendal, 2005, ISBN 9788702157505
- Krisen og den udeblevne systemkritik, Forlaget Politisk revy, 2012, ISBN 9788773783467
- Man kan sagtens være bagklog, Lindhardt og Ringhof, 2014, ISBN 9788711337981
- Som en mønt på højkant – Forlaget Politisk revy, 2015, ISBN 9788773783641

## Reference
1. ↑  Wilhjelm: "Man Kan Sagtens Være Bagklog," side 94-95.
2. ↑  https://www.kristeligt-dagblad.dk/danmark/1970ernes-frihedsboelge-vendte-det-blinde-oeje-til-boernemisbrug
3. ↑  "Topjurister fordømte Blekingegade-afsløringer", Avisen.dk, 7. februar 2008. Hentet den 2. maj 2013.